# Roberto Dani

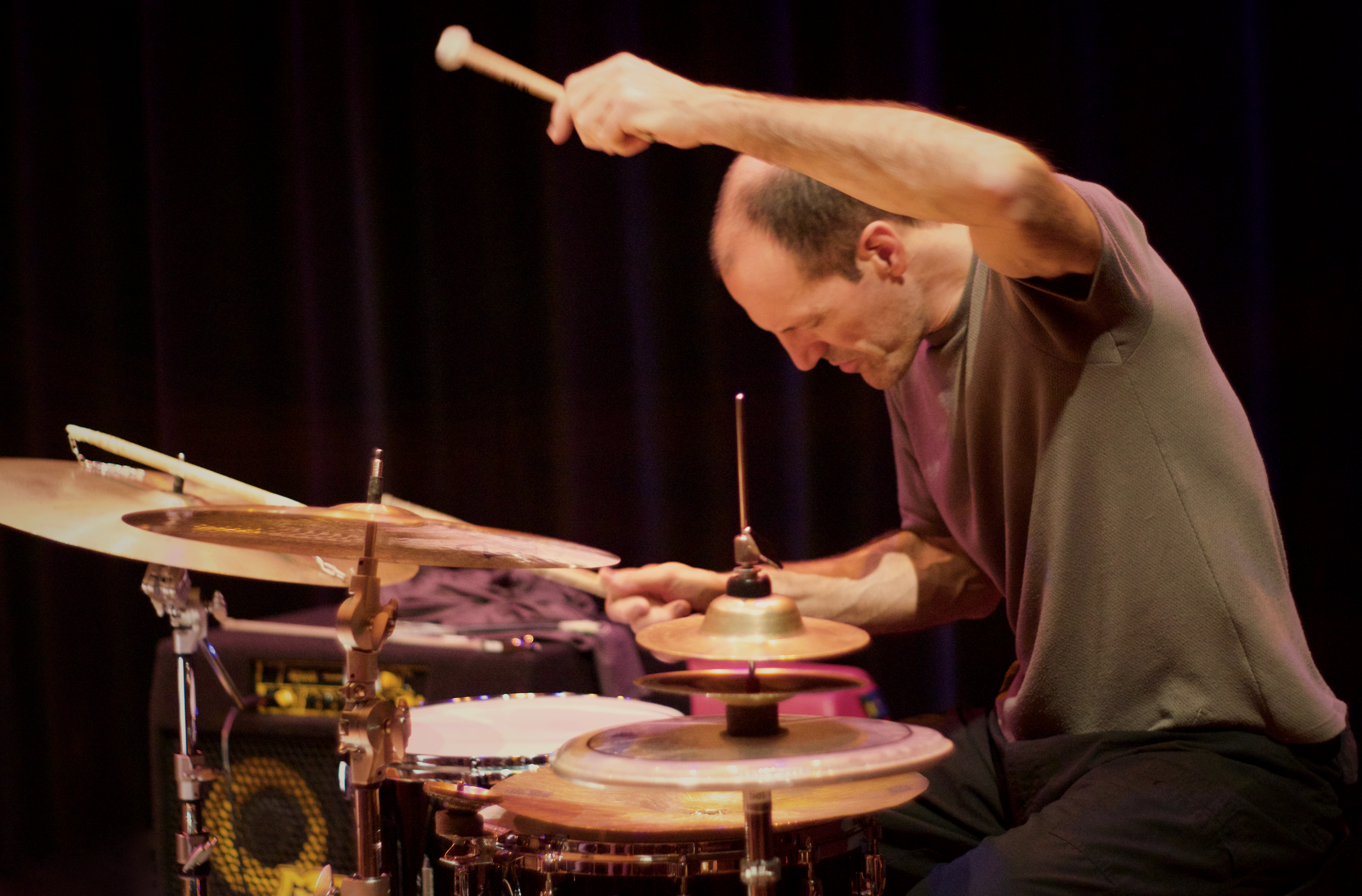
Roberto Dani

Roberto Dani (* 1. Oktober 1969 in Vicenza) ist ein italienischer Jazzschlagzeuger.

## Leben und Wirken
Dani arbeitete von 1989 bis 1992 mit der Rockband Devil Doll zusammen. Nachdem er sich an verschiedenen Projekten für zeitgenössische Musik beteiligt hatte, studierte er 1994 am Berklee College of Music u. a. bei Hal Crook. Hier lernte er den finnischen Pianisten Mika Pohjola, mit dem er durch Europa, die USA und Japan tourte und mehrere Alben aufnahm. 1997 arbeitete er mit Kenny Wheeler zusammen. Im Folgejahr spielte er eine Ballettmusik des Komponisten Carlo Boccadoro für das Teatro alla Scala.
Ab 1998 gründete Dani mehrere eigene Ensembles: Images mit der Sängerin Norma Winstone, dem Cellisten Henning Sieverts und dem Pianisten Glauco Venier, Interférences mit dem Tubaspieler Michel Godard und dem Trompeter Kyle Gregory (2000) und Instants mit Louis Sclavis, dem Cellisten Vincent Courtois und Kyle Gregory. Seit 2003 konzentriert er sich vorwiegend auf Soloprojekte.
Daneben beteiligte er sich an zeitgenössischen Theaterproduktionen wie Luce Nera und Non ricominciamo la guerra di Troia (mit der Schauspielerin Patricia Zanco), Baldanders von Stefano Benni und Oscillazioni von Vitaliano Trevisan. Als Sideman arbeitete er u. a. mit dem Giorgio Gaslini Chamber Trio, dem Stefano Battaglia Ensemble, Alberto Pinton, Roberto Bonati, Luciano Biondini, Ben Monder, Drew Gress, Mick Goodrick, Dave Liebman, Al Di Meola und Roberto Fabbriciani zusammen. Gemeinsam mit Michel Godard und Luciano Biondini gehört er zudem zum European Quartet von Samo Šalamon.

## Diskographische Hinweise
- Devil Doll: Eliogabalus, 1989
- Devil Doll: Sacrilegium, 1991
- Devil Doll: The Sacrilege of Fatal Arms, 1992
- Simone Guiducci: New Flamenco Sketches mit Enrico Rava, 1994
- Simone Guiducci: Gramelot mit Paolo Fresu, 1995
- Glauco Venier: Faces, 1995
- Mika Pohjola: Myths and Beliefs mit Mick Goodrick, 1996
- Glauco Venier: L'Insium, 1996
- Simone Guiducci: Sciarivarì mit Gianni Coscia, 1996
- Mika Pohjola: On the Move, 1997
- Mika Pohjola: Announcement, 1998
- Mika Pohjola: Live at the Blue Note, 1999
- Images mit  Norma Winstone, Glauco Venier, Henning Sieverts, 1999
- Glauco Venier: Seasons, 1999
- Glauco Venier: La Sentinella della Patria, 1999
- Simone Guiducci: Cantador, 1999
- Glauco Venier: Un anno, 2000
- Glauco Venier: Gorizia, 2000
- Mika Pohjola: Landmark, 2001
- Interférences mit Michel Godard, Kyle Gregory, 2002
- Simone Guiducci: Chorale mit Ralf Alessi, Erik Friedlander, 2002
- Instants – Live at Teatro Olimpico mit Louis Sclavis, Vincent Courtois, Kyle Gregory, 2003
- Simone Guiducci: Dancin' Roots mit Ralf Alessi, Don Byron, 2004
- Simone Guiducci: Storie di fiume, 2006
- Drama, Soloalbum, 2008